# موزه مایل (لندن)

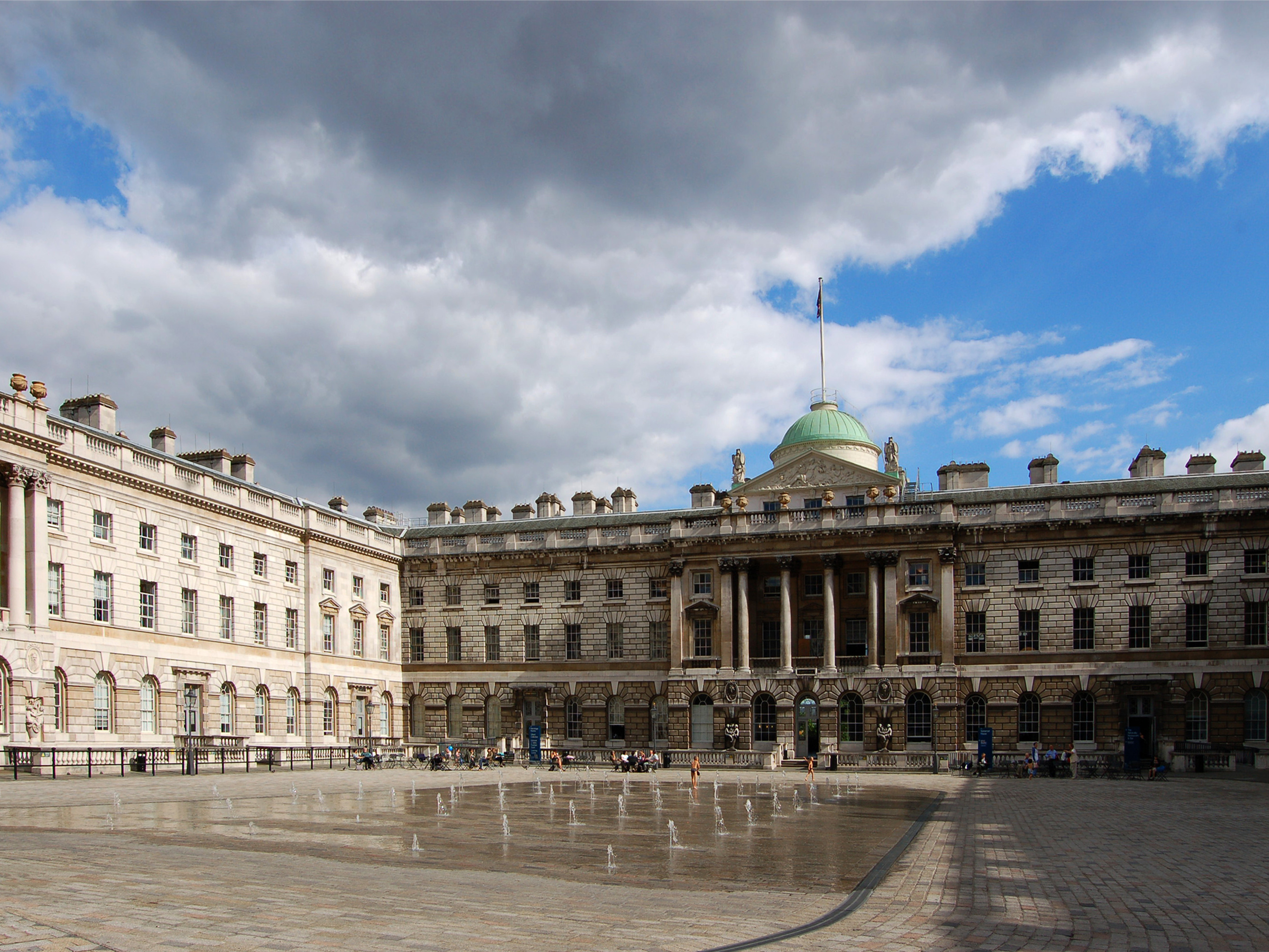
خانه سامرست که گالری کورتولد یکی از مؤسسات موزه مایل در لندن، انگلستان را در خود جای داده‌است.

موزه مایل لندن میزبان ۱۴ موزه در لندن، انگلستان است که در منطقه بین بلومزبری در شمال و ایمبنکمنت روی رودخانه تیمز در جنوب واقع شده‌است.
این منطقه در منطقه کمدن لندن واقع شده‌است. این مسیر شامل محل ووبورن، میدان راسل، راسته ساوتهمپتونُ کینگزوی و آلدویچ است.
موزه‌ها و مؤسسات فرهنگی مرتبط با مجموعه‌هایی که شامل می‌شوند عبارتند از:
- موزه بریتانیا
- دانشکده مطالعات شرقی و آفریقایی
- موزه چارلز دیکنز
- گالری کورتولد
- موزه فاندلینگ
- موزه شکارچی در کالج سلطنتی جراحان
- موزه فراماسونری
- موزه حمل و نقل لندن
- موزه سر جان سوان
- کالج دانشگاهی لندن موزه‌ها و مجموعه‌های کالج دانشگاه لندن از جمله:
  - پتری موزه باستان‌شناسی مصر
  - موزه جانورشناسی و آناتومی تطبیقی دارای کمک هزینه تحقیقاتی
  - موزه هنر یو سی ال
- مجموعه خوش آمدید

نقش موزه مایل لندن برقراری ارتباطات جدید بین مردم و مجموعه‌هایش است تا بتواند برای همه مفید باشند. هدف این موزه آن است که حس کنجکاوی مردم را برانگیزد و آنها را به کاوش در آثار، داستان‌ها و فضاهای جدید در میان مجموعه‌هایی که توجهات را جذب می‌کنند، ترغیب کند. همچنین فضایی را برای کارکنان موزه فراهم می‌کند تا با هم ارتباط برقرار کنند و ایده‌ها را به اشتراک بگذارند.